# Urostachys nanus
Urostachys nanus là một loài thực vật có mạch trong Họ Thạch tùng. Loài này được Nessel miêu tả khoa học đầu tiên năm 1939.